# Aswalu, Piriyapatna
Aswalu là một làng thuộc tehsil Piriyapatna, huyện Mysore, bang Karnataka, Ấn Độ.